# باشگاه فوتبال چشام یونایتد
باشگاه فوتبال چشام یونایتد (به انگلیسی: Chesham United Football Club) یک باشگاه فوتبال در شهر چشام، کشور انگلستان است که در سال ۱۹۱۷ میلادی تأسیس شده‌است.